# Ambientación sonora
El ambiente es lo que da cuerpo al sonido. Lo contextualiza, permitiendo al oyente situarse. 
La ambientación es la recreación de un paisaje. Sin embargo, aunque siempre hace referencia a un entorno real, la ambientación puede ser la recreación de un paisaje que no existe, fruto de la fantasía de quien la diseña o la introducción de un ser vivo a un lugar y a unas condiciones de vida distintas de las que habían tenido anteriormente.
"la ambientación de un alumno a una nueva escuela; la ambientación de una especie vegetal a un nuevo territorio". 
El término puede usarse de forma genérica en referencia a un arte que trata de temas ecológicos o el medio ambiente natural, mediante distintas estrategias: suscitando la conciencia de la fragilidad de la naturaleza (lo que incluye fotografía basada en el paisaje, pintura, dibujos, libros-obras y arte propio de un lugar) investigando fenómenos naturales (incluye ilustración científica así como prácticas artísticas interdisciplinares), usando materiales naturales reunidos en el exterior (como ramillas, hojas, piedras, suelo, plumas; lo que a menudo es llamado Arte de la naturaleza)
no contribuyendo a la degradación medioambiental (lo que incluye obras «verdes» realizadas con materiales biodegradables o reciclados; la «Eco escultura», que está sensiblemente integrada en un hábitat natural)
El término también se usa de forma más específica para referirse a una obra de arte de grandes dimensiones que utiliza el entorno natural; habitualmente con respeto al medio ambiente (es decir, cumpliendo las condiciones que permiten considerarla medioambiental en un sentido genérico), pero que también puede relacionarse con otros aspectos del medio ambiente, tales como el contexto formal, político, histórico o social.

## Ambientación sonora en el cine
En el cine, es importante tener en cuenta la ambientación sonora como elemento relevante en la narración del filme. Para construirla es necesario pensar en la banda sonora, que está compuesta por voces, ruidos, música y silencio. Otros recursos que hacen a la ambientación sonora son la utilización de leit-motivs y clichés.
Cuando se debe construir la banda sonora para un audiovisual, lo primero que se piensa es en la división entre música, ruidos y voces. Pero no se tiene en cuenta que estos nos pueden servir para lo que se conoce como “atmósfera sonora”, que se puede utilizar para crear una sensación en el espectador y sumergirlo en el relato. 

### Música para la construcción de la atmósfera
La utilización de la música para la construcción de la atmósfera se denomina como ambientación musical, que es <<el acto de elegir estéticamente la música apropiada a cada escena o secuencia que lo precise, considerando la unidad de conjunto y sutileza particular en cada caso>>.
Se puede empezar a hablar de ciertas funciones de la música, tales como la función sustitutiva, comunicativa, de enlace, de complementariedad, antitética, tensional, de fondo, de anticipación, etc. Toda esa gama de cualidades o funciones que presenta la música pueden establecerse como el valor añadido que ésta le asigna a la imagen. 

<<Por valor añadido designamos el valor expresivo e informativo con el que un sonido enriquece una imagen dada, hasta hacer creer (…) que esta información o esta expresión se desprende de modo natural>>.
Michel Chion

Este fenómeno del valor añadido funciona gracias al marco de sincronismo sonido/imagen, es decir, por el principio de síncresis que permite establecer una relación entre algo que se ve y algo que se oye. Entonces, el valor añadido es recíproco, <<si el sonido hace ver la imagen de modo diferente a lo que la imagen muestra sin él, la imagen, por su parte, hace oír el sonido de modo distinto>>.
Muchos directores se valen de esto en las escenas de horror, cuando antes de mostrar una determinada acción en lo visual, ésta es sugerida por la música o el sonido.
Se pueden distinguir dos tipos de sentidos expresivos de la música, un sentido anímico y un sentido imitativo, estando por encima de diferentes épocas, estilos y formas. 
- El sentido anímico es aquel que afecta emocionalmente. Son sentimientos humanos que la música puede expresar por medio de la melodía, ritmo, armonía, timbre y forma. La música influye a todos de muy distintas maneras, y cada cual extraerá de la música aquella especie de sentimiento que le sea natural; pero esta diversidad que se da al escuchar la música en una audición desprovista de elementos complementarios se unifica y llega a tener un sentido universal cuando circunstancias específicas influyen anímicamente.
- El sentido imitativo, por su parte, es el que puede hacer superiores en efectividad artística las situaciones naturales carentes de relieve. Sugiere imágenes mentales. Toda música tiene algo imitativo, muchos elementos pueden ser “representados” por sonidos y combinaciones musicales, pero no necesariamente de una manera real sino con la expresión artística propia de la música descriptiva.

#### Clichés
Cabe aclarar, que el cine se vale de clichés, ya estandarizados y colectivamente aceptados, para generar diferentes situaciones en el relato. En la construcción del suspense, los clichés son una de las claves más utilizadas. 

Los clichés constituyen una activación de códigos culturales en el espectador. Por consiguiente, su uso puede facilitar una respuesta acorde a las intenciones del realizador.

Existe una estandarización de la música cinematográfica, especialmente en la música para generar suspense, que aún se mantiene en el tiempo. 

La utilización de la música atonal en los momentos de tensión, en especial en las películas de terror o suspense, ha acabado por convertirse en un cliché como otro cualquiera (…), se han hecho uso y abuso de Clústers, Glisandos, notas sobreagudas o Trémolos en los graves para poner en situación al espectador.
María de Arcos

Es posible utilizar también la música como un contrapunto, donde <<lejos de resultar redundantes (…) sonido e imagen formarían dos cadenas paralelas y libremente enlazadas, sin dependencia unilateral>>. 
Podemos decir que hay dos formas de utilizar la música en este sentido, siendo redundante o todo lo contrario (como contrapunto); <<el contrapunto audiovisual no se advierte salvo si opone sonido e imagen  sobre un punto preciso, no de naturaleza, sino de significación>>.
La banda de sonido se diferencia de la de imagen porque en ella se puede superponer la cantidad de sonidos que se quieran, y aun así poder identificarlos. Existe una diferencia entre la música de foso y música en pantalla, diciendo que la primera corresponde a la que acompaña a la imagen desde una posición off, fuera del lugar y del tiempo de la acción; mientras que la segunda es la que emana de una fuente situada directa o indirectamente en el lugar y el tiempo de la acción. De esto pueden existir varios casos de uso, como cuando la música empieza como de pantalla y sigue como de foso, o viceversa.
En el caso del suspenso, crear una ambientación musical es importante porque ayuda al espectador a sumergirse en el relato y participar de él. Por ejemplo, los filmes de terror utilizan un tipo de ambientación musical a modo de anticipación para generar tensión en el espectador y lograr así el suspense deseado.

#### Leit-motiv

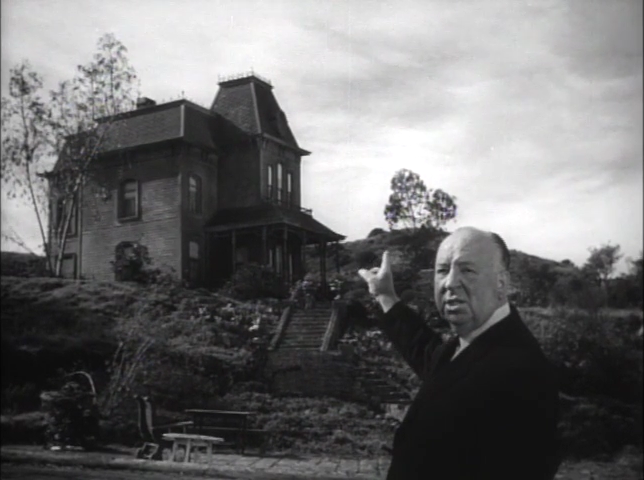
Ejemplo de leit-motiv. Psicosis - Alfred Hitchcock (1960)

A la hora de armar una ambientación musical, resulta muy frecuente la utilización de lo que se denomina leit-motiv, o <<motivo conductor de ascendencia wagneriana: células musicales asociadas a personajes (y también a lugares, épocas, etc.), cuya función es expresar la naturaleza y sentimientos de estos, o bien subrayar las situaciones representadas en la pantalla>>. El leit-motiv puede presentar la forma de un fragmento musical breve o de un ruido repetitivo.
Existen dos extremos ante la elección de una ambientación musical, por un lado se puede utilizar una música constante unificadora a todo el relato, y por otro, una ambientación completamente silenciosa. En este último caso, generalmente se utiliza la música como puntuación, es decir, entrando en un momento específico y con un motivo en concreto. Cabe destacar, que entre estos dos extremos, existe un abanico de posibilidades entre las que el realizador tiene completa libertad para utilizar según los fines deseados.
Es preciso que existan Ruidos y voces, para que sus ausencias e interrupciones profundicen el silencio. Esto ofrece dos posibilidades de utilizar el silencio “interrumpiendo” la banda sonora. Sin embargo, <<la impresión de silencio en una escena fílmica no es el simple efecto de una ausencia de ruido (…). El silencio (…) nunca es vacío neutro; es el negativo de un sonido que se ha oído antes o que se imagina>>.
A la noción de impresión de silencio podemos agregar, las cualidades de silencio objetivo, definido como la simple ausencia de música y ruido, y silencio subjetivo, el cual consiste en la anulación de música y ruido por completo, consiguiendo con la ausencia de estos, otro medio de expresión para crear un ambiente emocional. Este tipo de silencio crea la sensación de un vacío tenso. Así mismo, habiendo elegido una ambientación con la música constante, <<puede haber ocasiones en que interese una suspensión brusca de la música para conseguir, por ejemplo, un determinado impacto emocional en el espectador>>.